# استان آتیک
استان آتیک (به یونانی: Περιφέρεια Αττικής)، یکی از استان‌های یونان است که آتن، پایتخت یونان را در خود جای داده‌است. امروزه این استان منطقهٔ وسیع‌تری را نسبت به منطقهٔ تاریخی آتیک در بر می‌گیرد.

## جغرافیا
آتیک که در جنوب یونان قرار دارد، مساحتی معادل ۳٬۸۰۸ کیلومتر مربع دارد. استان آتیک، علاوه بر آتن شهرهای پیره، الوسیس، مگار، لوریوم، ماراتون و هم‌چنین قسمت کوچکی از شبه جزیرهٔ پلپونز و جزایر سالامیس، اژه، پروس، هیدرا، اسپتسس، کیتیرا و آنتیکیترا را در بر می‌گیرد.
در حدود ۳٬۷۵۰٬۰۰۰ نفر در این استان زندگی می‌کنند که بیش از ۹۵٪ آن‌ها ساکن منطقهٔ شهری آتن می‌باشند.

## مدیریت
استان آتیک در اصلاحات مدیریتی سال ۱۹۸۷ تأسیس شد و تا سال ۲۰۱۰ شامل چهار شهرستان آتن، آتیک شرقی، پیره وآتیک غربی بود.

با اجرای طرح کالیکراتیس، قدرت و اقتدار استان افزایش یافت. از ۱ ژانویهٔ ۲۰۱۱، استان آتیک به هشت واحد استانی تقسیم شد:
- آتن شمالی
- آتن غربی
- آتن مرکزی
- آتن جنوبی
- آتیک شرقی
- پیره
- جزایر
- آتیک غربی

استان‌دار آتیک از ۱ ژانویهٔ ۲۰۱۱، یونیس اسگوروس است که در انتخابات شورای محلی نوامبر ۲۰۱۰ از جنبش سوسیالیستی پان‌هلنیک انتخاب شد.